# Olympische Sommerspiele 1960/Leichtathletik – 400 m (Männer)

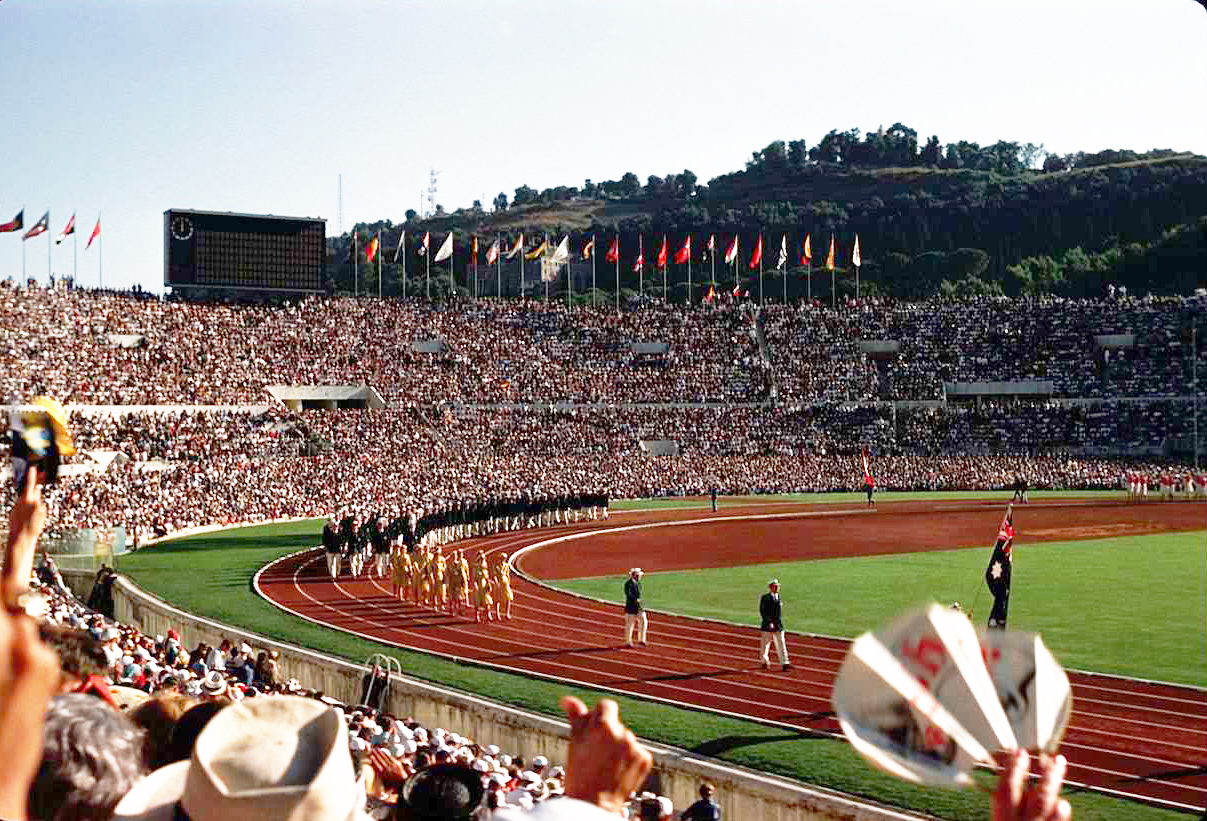
Das Olympiastadion während der Eröffnungsfeier

Der 400-Meter-Lauf der Männer bei den Olympischen Spielen 1960 in Rom wurde vom 3. bis zum 6. September 1960 im Stadio Olimpico ausgetragen. 59 Athleten nahmen teil.
Olympiasieger in neuer Weltrekordzeit wurde der US-Amerikaner Otis Davis. Er gewann vor dem Deutschen Carl Kaufmann und dem Südafrikaner Malcolm Spence.
Mit Manfred Kinder erreichte ein weiterer deutscher Läufer das Finale. Bei einem Rückstand von 97 Hundertstelsekunden auf den Sieger wurde Kinder Fünfter. Hans-Joachim Reske erreichte das Viertelfinale und schied dort als Vierter seines Laufes aus. Für die Schweiz startete René Weber, der im Vorlauf ausschied. Österreichische Läufer nahmen nicht teil.

## Rekorde

### Bestehende Rekorde
| Weltrekord         | 45,2 s | Lou Jones ( USA)         | Los Angeles, USA             | 30. Juni 1956 |
| Olympischer Rekord | 45,9 s | George Rhoden ( Jamaika) | Finale OS Helsinki, Finnland | 25. Juli 1952 |
| Olympischer Rekord | 45,9 s | Herb McKenley ( Jamaika) | Finale OS Helsinki, Finnland | 25. Juli 1952 |

### Rekordverbesserungen
Zunächst wurde der bestehende olympische Rekord einmal egalisiert und einmal verbessert. Anschließend gab es die Steigerung des bestehenden Weltrekords durch zwei Läufer.
- Olympische Rekorde:
  - 45,9 s (egalisiert) – Otis Davis (USA), viertes Viertelfinale am 3. September
  - 45,5 s (egalisiert) – Otis Davis (USA), erstes Halbfinale am 5. September
- Weltrekorde:
  - 44,9 s – Otis Davis (USA), Finale am 6. September
  - 44,9 s – Carl Kaufmann (Deutschland), Finale am 6. September

## Durchführung des Wettbewerbs
59 Athleten traten am 3. September zu neun Vorläufen an. Pro Vorlauf qualifizierten sich die jeweils drei Laufbesten – hellblau unterlegt – für das Viertelfinale am selben Tag en. Auch aus den Viertelfinals kamen die jeweils drei besten Läufer – wiederum hellblau unterlegt – in die nächste Runde, das Halbfinale. Die Vorentscheidungen wurden am 5. September ausgetragen und auch hieraus erreichten die jeweils drei besten Läufer – hellblau unterlegt – die nächste Runde, das Finale am 6. September.

## Zeitplan
3. September, 9:50 Uhr: Vorläufe

3. September, 16:10 Uhr: Viertelfinale

5. September, 16:15 Uhr: Halbfinale

6. September, 15:45 Uhr: Finale

## Vorläufe
Datum: 3. September 1960, ab 9:50 Uhr

### Vorlauf 1
| Platz | Name             | Nation                | Offizielle Zeit handgestoppt | Inoffizielle Zeit elektronisch |
| ----- | ---------------- | --------------------- | ---------------------------- | ------------------------------ |
| 1     | Manfred Kinder   | Deutschland           | 46,7 s                       | 46,87 s                        |
| 2     | Edgar Davis      | Südafrikanische Union | 47,2 s                       | 47,31 s                        |
| 3     | Malcolm Yardley  | Großbritannien        | 47,3 s                       | 47,38 s                        |
| 4     | Josef Trousil    | Tschechoslowakei      | 47,4 s                       | 47,53 s                        |
| 5     | John Asare-Antwi | Ghana                 | 47,7 s                       | 47,81 s                        |
| 6     | Kimitada Hayase  | Japan                 | 49,1 s                       | 49,13 s                        |
| 7     | Habib Sayed      | Afghanistan           | 53,8 s                       | 53,91 s                        |

### Vorlauf 2
| Platz | Name                 | Nation                  | Offizielle Zeit handgestoppt | Inoffizielle Zeit elektronisch |
| ----- | -------------------- | ----------------------- | ---------------------------- | ------------------------------ |
| 1     | Alf Petersson        | Schweden                | 48,3 s                       | 48,44 s                        |
| 2     | Robbie Brightwell    | Großbritannien          | 48,4 s                       | 48,58 s                        |
| 3     | Konstantin Gratschow | Sowjetunion             | 49,3 s                       | 49,44 s                        |
| 4     | Felix Heuertz        | Luxemburg               | 50,2 s                       | 50,34 s                        |
| DNS   | George Kerr          | Westindische Föderation |                              |                                |
| DNS   | Rafael Romero        | Venezuela               |                              |                                |

### Vorlauf 3
| Platz | Name               | Nation      | Offizielle Zeit handgestoppt | Inoffizielle Zeit elektronisch |
| ----- | ------------------ | ----------- | ---------------------------- | ------------------------------ |
| 1     | Carl Kaufmann      | Deutschland | 47,3 s                       | 47,42 s                        |
| 2     | Barry Robinson     | Neuseeland  | 47,6 s                       | 47,70 s                        |
| 3     | Lodewijk De Clerck | Belgien     | 47,9 s                       | 48,00 s                        |
| 4     | Anubes da Silva    | Brasilien   | 48,0 s                       | 48,10 s                        |
| 5     | Csaba Csutorás     | Ungarn      | 48,2 s                       | 48,31 s                        |
| 6     | Hugh Bullard       | Bahamas     | 51,1 s                       | 51,20 s                        |

### Vorlauf 4
| Platz | Name              | Nation                | Offizielle Zeit handgestoppt | Inoffizielle Zeit elektronisch |
| ----- | ----------------- | --------------------- | ---------------------------- | ------------------------------ |
| 1     | Malcolm Spence    | Südafrikanische Union | 46,7 s                       | 46,79 s                        |
| 2     | Kevan Gosper      | Australien            | 47,1 s                       | 47,20 s                        |
| 3     | Terry Tobacco     | Kanada                | 47,4 s                       | 48,52 s                        |
| 4     | Gadi Ado          | Uganda                | 49,0 s                       | 49,12 s                        |
| 5     | Marcel Lambrechts | Belgien               | 49,5 s                       | 49,66 s                        |
| 6     | Jorge Terán       | Mexiko                | 49,6 s                       | 49,75 s                        |
| 7     | Brahim Karabi     | Tunesien              | 52,0 s                       | 52,12 s                        |

### Vorlauf 5
| Platz | Name               | Nation           | Offizielle Zeit handgestoppt | Inoffizielle Zeit elektronisch |
| ----- | ------------------ | ---------------- | ---------------------------- | ------------------------------ |
| 1     | German Guenard     | Puerto Rico      | 47,3 s                       | 47,39 s                        |
| 2     | Jerzy Kowalski     | Polen            | 48,3 s                       | 48,49 s                        |
| 3     | Giuseppe Bommarito | Italien          | 48,6 s                       | 48,79 s                        |
| 4     | Li Po-Ting         | Taiwan           | 49,5 s                       | 49,69 s                        |
| 5     | Clayton Glasgow    | Britisch-Guayana | 50,7 s                       | 50,84 s                        |
| 6     | George Johnson     | Liberia          | 51,4 s                       | 51,54 s                        |

### Vorlauf 6
| Platz | Name                     | Nation      | Offizielle Zeit handgestoppt | Inoffizielle Zeit elektronisch |
| ----- | ------------------------ | ----------- | ---------------------------- | ------------------------------ |
| 1     | Jack Yerman              | USA         | 47,2 s                       | 47,37 s                        |
| 2     | Milkha Singh             | Indien      | 47,6 s                       | 47,72 s                        |
| 3     | Stanisław Swatowski      | Polen       | 48,1 s                       | 48,23 s                        |
| 4     | Manikavasagam Jegathesan | Malaya      | 48,4 s                       | 48,56 s                        |
| 5     | Iván Rodríguez           | Puerto Rico | 49,6 s                       | 49,74 s                        |
| 6     | Claro Pellosis           | Philippinen | 51,4 s                       | 51,51 s                        |

### Vorlauf 7
| Platz | Name              | Nation                  | Offizielle Zeit handgestoppt | Inoffizielle Zeit elektronisch |
| ----- | ----------------- | ----------------------- | ---------------------------- | ------------------------------ |
| 1     | Malcolm Spence    | Westindische Föderation | 47,6 s                       | 47,77 s                        |
| 2     | Earl Young        | USA                     | 47,6 s                       | 47,79 s                        |
| 3     | Bartonjo Rotich   | Kenia                   | 47,7 s                       | 47,89 s                        |
| 4     | Zdeněk Váňa       | Tschechoslowakei        | 48,3 s                       | 48,48 s                        |
| 5     | Vasilios Sillis   | Griechenland            | 48,4 s                       | 48,56 s                        |
| 6     | Manut Bumrungphuk | Thailand                | 49,6 s                       | 49,85 s                        |

### Vorlauf 8
| Platz | Name                  | Nation                | Offizielle Zeit handgestoppt | Inoffizielle Zeit elektronisch |
| ----- | --------------------- | --------------------- | ---------------------------- | ------------------------------ |
| 1     | Abdul Amu             | Nigeria               | 46,8 s                       | 46,93 s                        |
| 2     | Gordon Day            | Südafrikanische Union | 47,1 s                       | 47,22 s                        |
| 3     | Hans-Joachim Reske    | Deutschland           | 47,2 s                       | 47,38 s                        |
| 4     | Voitto Hellsten       | Finnland              | 48,4 s                       | 48,52 s                        |
| 5     | Jassim Karim Kuraishi | Irak                  | 49,2 s                       | 49,35 s                        |
| 6     | Fahir Özgüden         | Türkei                | 50,7 s                       | 50,87 s                        |

### Vorlauf 9
| Platz | Name              | Nation                  | Offizielle Zeit handgestoppt | Inoffizielle Zeit elektronisch |
| ----- | ----------------- | ----------------------- | ---------------------------- | ------------------------------ |
| 1     | Otis Davis        | USA                     | 46,8 s                       | 46,91 s                        |
| 2     | James Wedderburn  | Westindische Föderation | 47,4 s                       | 47,56 s                        |
| 3     | John Wrighton     | Großbritannien          | 47,4 s                       | 47,60 s                        |
| 4     | René Weber        | Schweiz                 | 47,6 s                       | 47,73 s                        |
| 5     | Moussa Said       | Äthiopien               | 48,2 s                       | 48,30 s                        |
| 6     | Amos Grodzinowsky | Israel                  | 48,9 s                       | 49,03 s                        |

## Viertelfinale
Datum: 3. September 1960, ab 16:10 Uhr

### Lauf 1
| Platz | Name            | Nation                  | Offizielle Zeit handgestoppt | Inoffizielle Zeit elektronisch |
| ----- | --------------- | ----------------------- | ---------------------------- | ------------------------------ |
| 1     | Carl Kaufmann   | Deutschland             | 46,5 s                       | 46,67 s                        |
| 2     | Milkha Singh    | Indien                  | 46,5 s                       | 46,71 s                        |
| 3     | Malcolm Spence  | Westindische Föderation | 46,9 s                       | 47,00 s                        |
| 4     | Terry Tobacco   | Kanada                  | 47,5 s                       | 47,61 s                        |
| 5     | Edgar Davis     | Südafrikanische Union   | 48,0 s                       | 48,18 s                        |
| 6     | Malcolm Yardley | Großbritannien          | 48,8 s                       | 48,93 s                        |
| DNS   | Alf Petersson   | Schweden                |                              |                                |

### Lauf 2
| Platz | Name             | Nation                  | Offizielle Zeit handgestoppt | Inoffizielle Zeit elektronisch |
| ----- | ---------------- | ----------------------- | ---------------------------- | ------------------------------ |
| 1     | Jack Yerman      | USA                     | 46,4 s                       | 46,54 s                        |
| 2     | Kevan Gosper     | Australien              | 46,5 s                       | 46,64 s                        |
| 3     | Manfred Kinder   | Deutschland             | 46,7 s                       | 46,82 s                        |
| 4     | James Wedderburn | Westindische Föderation | 47,0 s                       | 47,22 s                        |
| 5     | German Guenard   | Puerto Rico             | 47,2 s                       | 47,39 s                        |
| 6     | John Wrighton    | Großbritannien          | 48,0 s                       | 48,09 s                        |

### Lauf 3

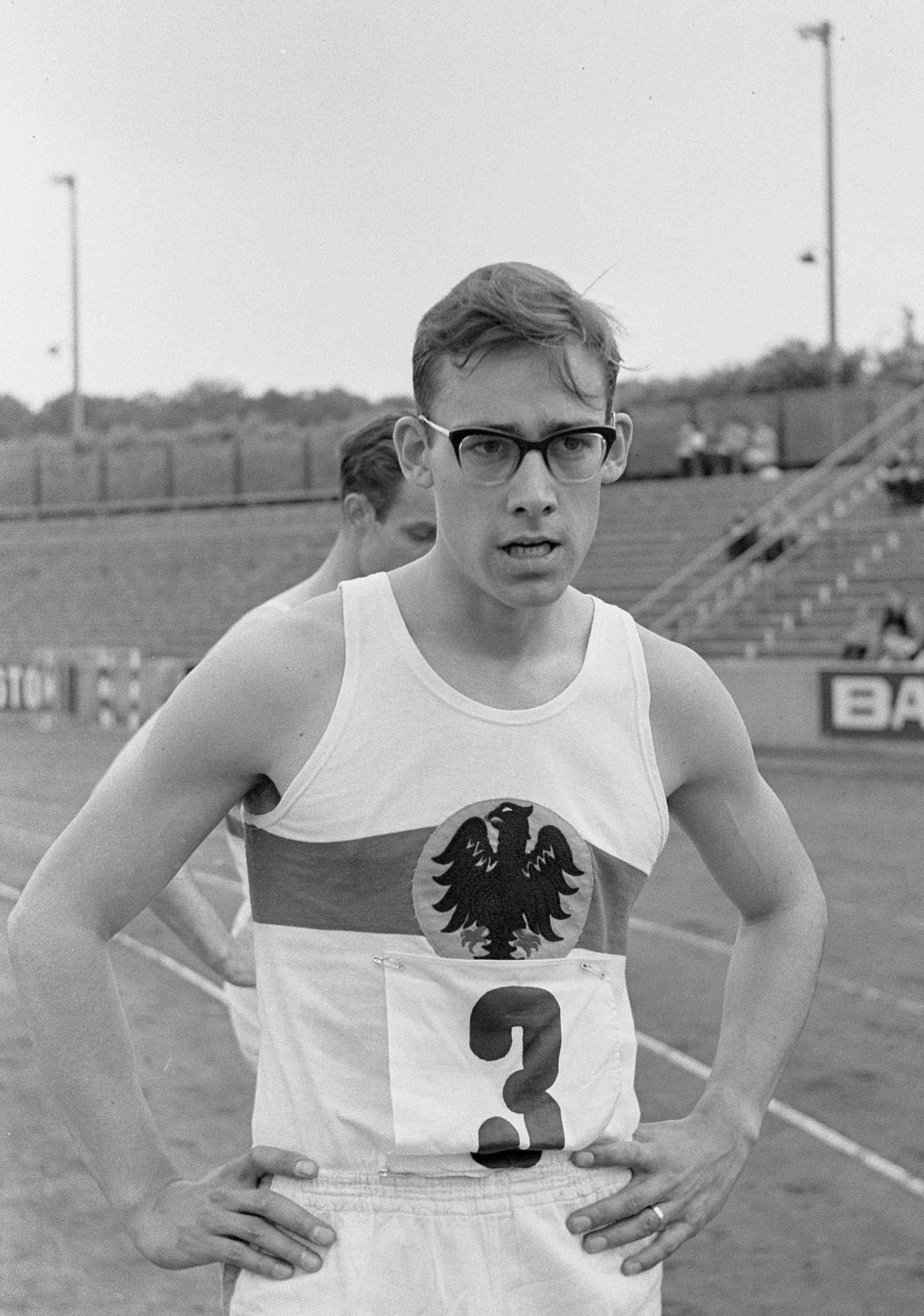
Hans-Joachim Reske – ausgeschieden als Vierter des vierten Viertelfinals

| Platz | Name                 | Nation                | Offizielle Zeit handgestoppt | Inoffizielle Zeit elektronisch |
| ----- | -------------------- | --------------------- | ---------------------------- | ------------------------------ |
| 1     | Earl Young           | USA                   | 46,1 s                       | 46,25 s                        |
| 2     | Robbie Brightwell    | Großbritannien        | 46,2 s                       | 46,31 s                        |
| 3     | Gordon Day           | Südafrikanische Union | 46,3 s                       | 46,47 s                        |
| 4     | Hans-Joachim Reske   | Deutschland           | 47,3 s                       | 47,43 s                        |
| 5     | Stanisław Swatowski  | Polen                 | 47,4 s                       | 47,56 s                        |
| 6     | Konstantin Gratschow | Sowjetunion           | 47,6 s                       | 47,78 s                        |
| 7     | Bartonjo Rotich      | Kenia                 | 47,8 s                       | 47,97 s                        |

### Lauf 4
| Platz | Name               | Nation                | Offizielle Zeit handgestoppt | Inoffizielle Zeit elektronisch |
| ----- | ------------------ | --------------------- | ---------------------------- | ------------------------------ |
| 1     | Otis Davis         | USA                   | 45,9 s ORe                   | 46,02 s                        |
| 2     | Malcolm Spence     | Südafrikanische Union | 46,1 s0000                   | 46,21 s                        |
| 3     | Abdul Amu          | Nigeria               | 46,6 s0000                   | 46,76 s                        |
| 4     | Jerzy Kowalski     | Polen                 | 46,7 s0000                   | 46,82 s                        |
| 5     | Giuseppe Bommarito | Italien               | 47,5 s0000                   | 47,71 s                        |
| 6     | Barry Robinson     | Neuseeland            | 48,3 s0000                   | 48,44 s                        |
| 7     | Lodewijk De Clerck | Belgien               | 48,4 s0000                   | 48,51 s                        |

## Halbfinale
Datum: 5. September 1960, ab 16:15 Uhr

### Lauf 1

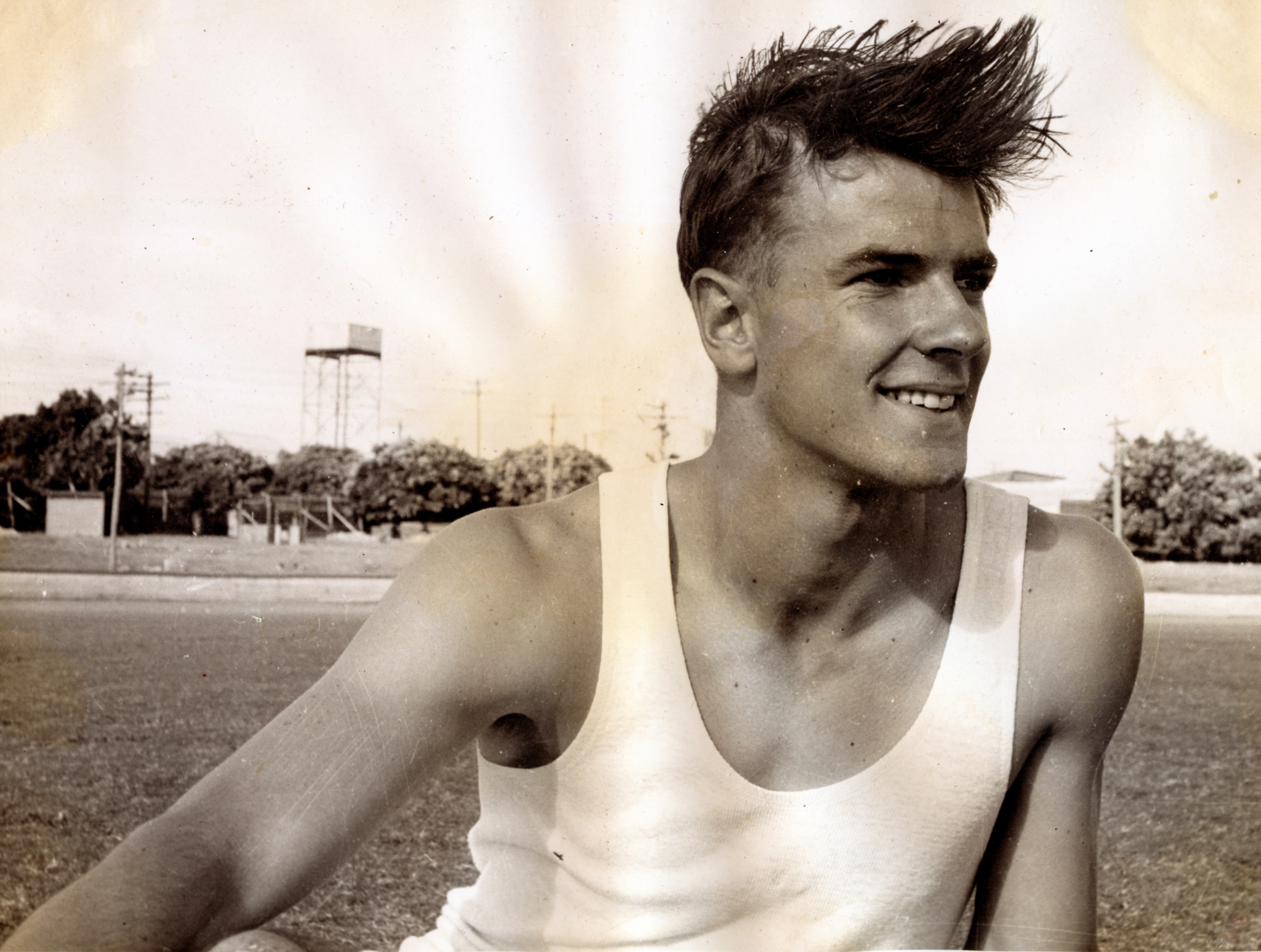
Kevan Gosper – ausgeschieden als Sechster des ersten Halbfinals
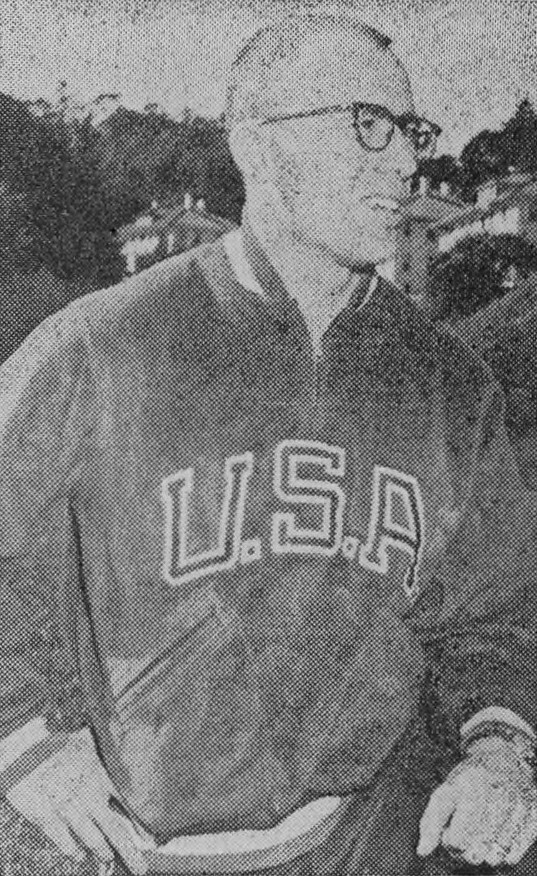
Jack Yerman – ausgeschieden als Sechster des zweiten Halbfinals

| Platz | Name              | Nation                | Offizielle Zeit handgestoppt | Inoffizielle Zeit elektronisch |
| ----- | ----------------- | --------------------- | ---------------------------- | ------------------------------ |
| 1     | Otis Davis        | USA                   | 45,5 s OR                    | 45,62 s                        |
| 2     | Milkha Singh      | Indien                | 45,9 s000                    | 46,08 s                        |
| 3     | Manfred Kinder    | Deutschland           | 46,0 s000                    | 46,13 s                        |
| 4     | Robbie Brightwell | Großbritannien        | 46,1 s000                    | 46,25 s                        |
| 5     | Gordon Day        | Südafrikanische Union | 46,7 s000                    | 46,84 s                        |
| 6     | Kevan Gosper      | Australien            | 47,1 s000                    | 47,28 s                        |

### Lauf 2
| Platz | Name           | Nation                  | Offizielle Zeit handgestoppt | Inoffizielle Zeit elektronisch |
| ----- | -------------- | ----------------------- | ---------------------------- | ------------------------------ |
| 1     | Carl Kaufmann  | Deutschland             | 45,7 s                       | 45,88 s                        |
| 2     | Malcolm Spence | Südafrikanische Union   | 45,8 s                       | 46,01 s                        |
| 3     | Earl Young     | USA                     | 46,1 s                       | 46,29 s                        |
| 4     | Abdul Amu      | Nigeria                 | 46,6 s                       | 46,74 s                        |
| 5     | Malcolm Spence | Westindische Föderation | 46,8 s                       | 46,99 s                        |
| 6     | Jack Yerman    | USA                     | 48,9 s                       | 48,96 s                        |

## Finale

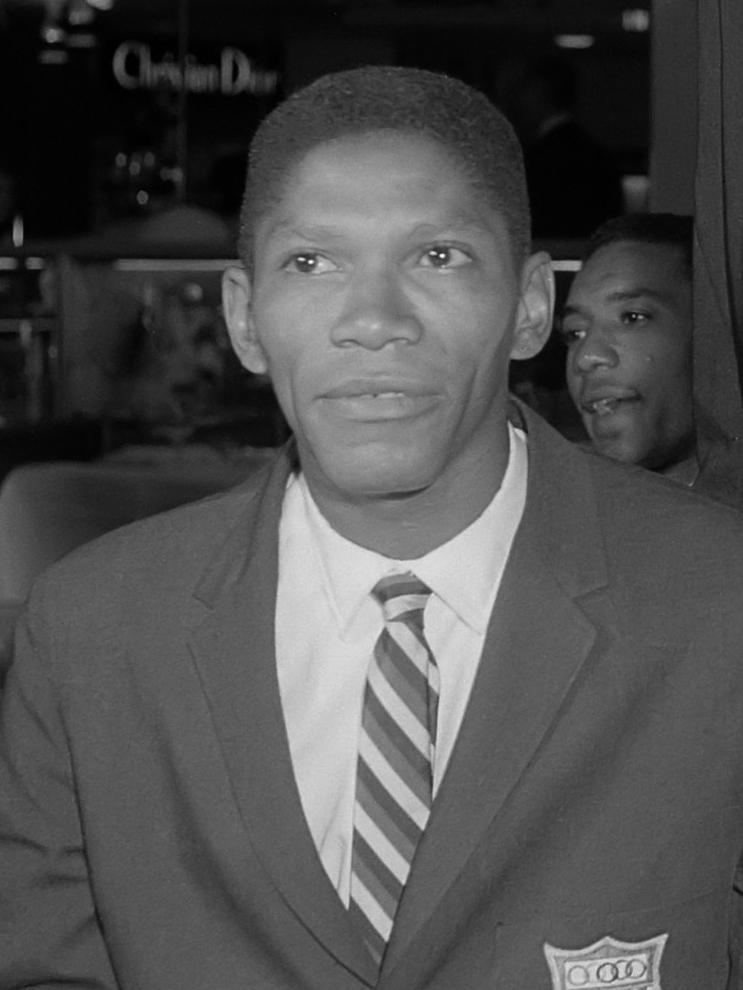
Otis Davis – Olympiasieger mit einem Vorsprung von einer Hundertstelsekunde

Datum: 6. September 1960, 15:45 Uhr
| Platz | Name           | Nation                | Offizielle Zeit handgestoppt | Inoffizielle Zeit elektronisch |
| ----- | -------------- | --------------------- | ---------------------------- | ------------------------------ |
| 1     | Otis Davis     | USA                   | 44,9 s WR                    | 45,07 s                        |
| 2     | Carl Kaufmann  | Deutschland           | 44,9 s WR                    | 45,08 s                        |
| 3     | Malcolm Spence | Südafrikanische Union | 45,5 s0000                   | 45,60 s                        |
| 4     | Milkha Singh   | Indien                | 45,6 s0000                   | 45,73 s                        |
| 5     | Manfred Kinder | Deutschland           | 45,9 s0000                   | 46,04 s                        |
| 6     | Earl Young     | USA                   | 45,9 s0000                   | 46,07 s                        |

Über 400 Meter gab es keinen eindeutigen Favoriten. Aber die jeweiligen Sieger in den beiden Vorentscheidungen Carl Kaufmann und Otis Davis hatten dort sehr gut ausgesehen, sodass mit beiden im Finale stark zu rechnen war. Davis hatte dabei den olympischen Rekord auf 45,5 s verbessert.
Den Endlauf bestritten zwei US-Läufer (Davis, Earl Young), zwei Deutsche (Kaufmann, Manfred Kinder), ein Südafrikaner (Malcolm Spence) und ein Inder (Milkha Singh). Spence ging das Rennen schnell an und übernahm die Führung. In der zweiten Kurve wurde er von Davis überholt, der davonzog. Doch als es auf die Zielgerade ging, holte Kaufmann Meter um Meter auf. Der Deutsche versuchte, mit einem Hechtsprung den Sieg zu sichern, doch Davis war laut inoffizieller elektronischer Zeitmessung um eine Hundertstelsekunde vor ihm mit dem Oberkörper über die Ziellinie gekommen. Für beide wurde eine Zeit von 44,9 s gestoppt, zum ersten Mal wurde die 45-Sekunden-Grenze unterboten. Mit bloßem Auge war die Reihenfolge nicht zu erkennen, erst die Auswertung des Zielfotos und die elektronische Zeitnahme ergaben den knappen Sieg des US-Athleten. Mal Spence verteidigte seinen dritten Platz bis ins Ziel.
Sogar der sechstplatzierte Young war noch unter 46 Sekunden gelaufen, so war dies das schnellste 400-Meter-Rennen bis dahin überhaupt. Ein Grund dafür war sicher auch, dass es eine neue Zeiteinteilung gab: Halbfinale und Finale wurden nicht mehr wie bisher am selben Tag ausgetragen.
Spence lief zur ersten südafrikanischen Medaille über 400 Meter.

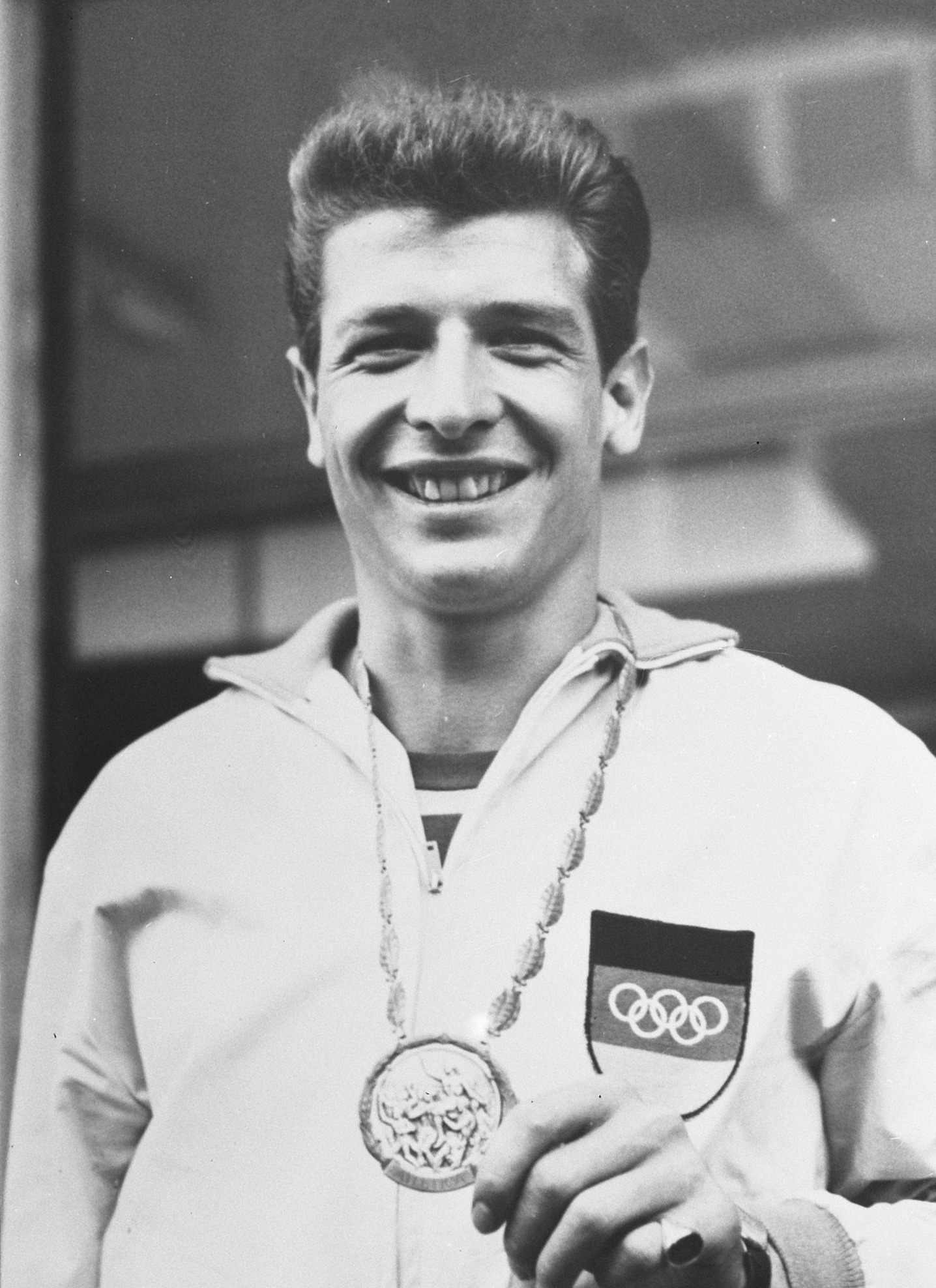
Carl Kaufmann – Silbermedaillengewinner mit Weltrekord
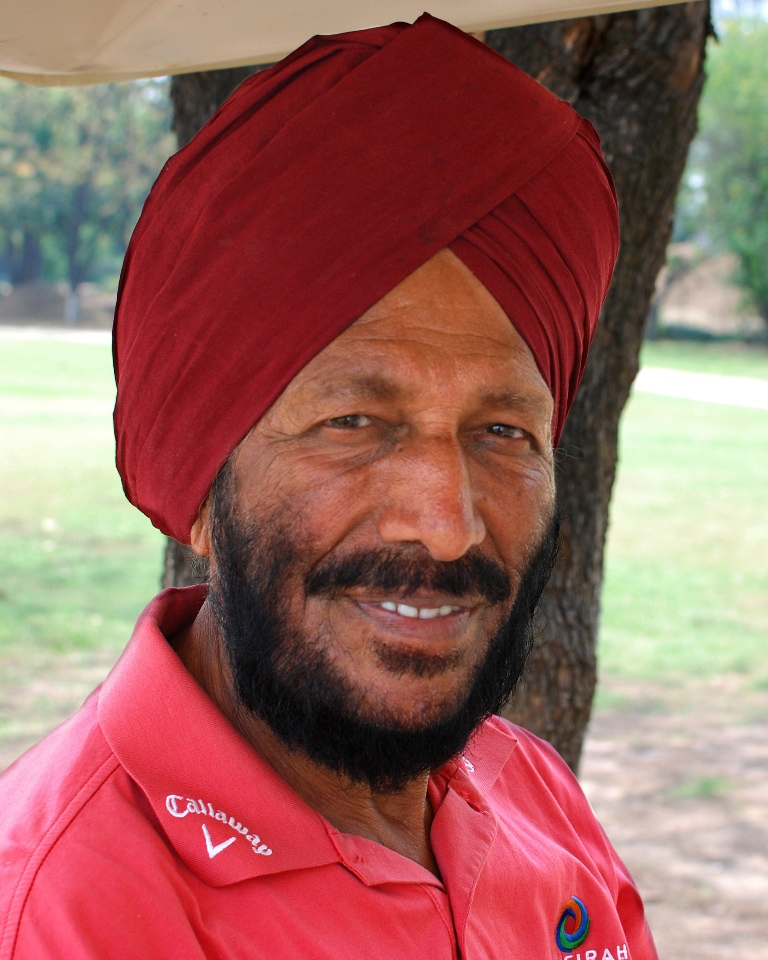
Milkha Singh erreichte Platz vier
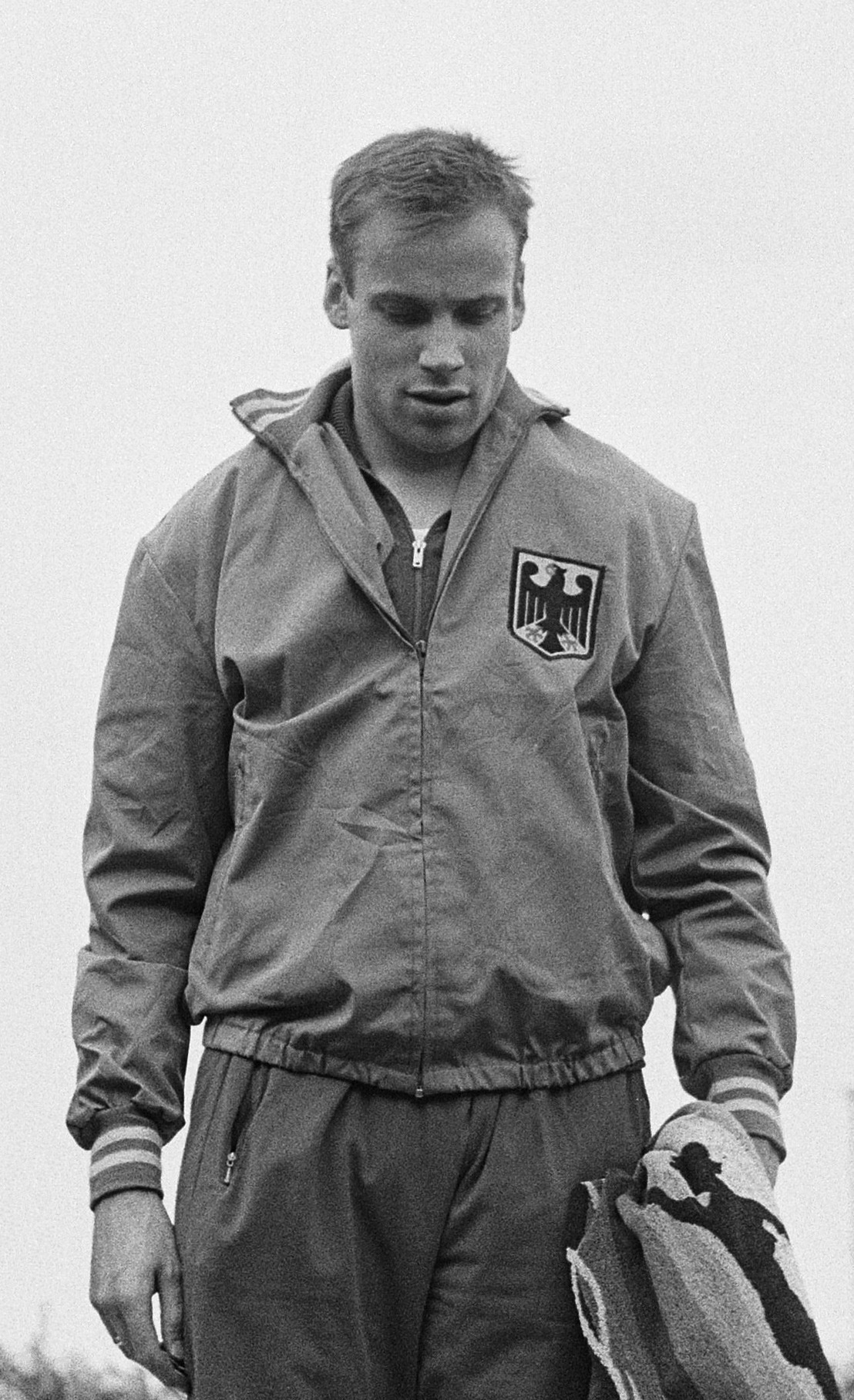
Rang fünf für Manfred Kinder

## Videolinks
- Otis Davis & Carl Kaufmann Set Equal Olympic 400m Record - Rome 1960 Olympics, youtube.com, abgerufen am 11. Oktober 2017
- Milkha Singh Race in Rome Olympic 1960.., youtube.com, abgerufen am 22. August 2021